# Balta (Écosse)
Pour les articles homonymes, voir Balta.
Balta, en vieux norrois Baltey, est une île inhabitée d'Écosse située dans le Nord-Est de l'archipel des Shetland, dans la mer du Nord.

## Géographie

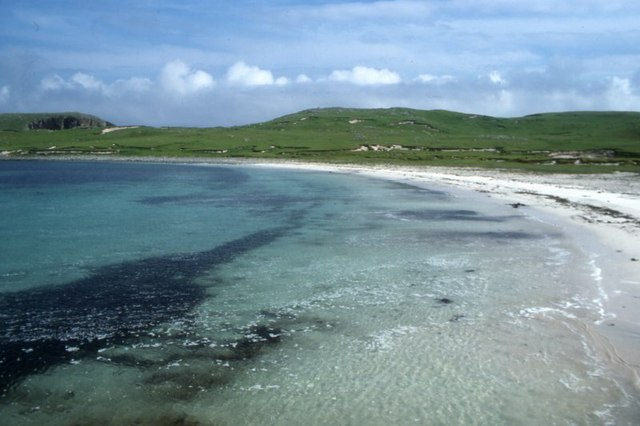
La plage de Balta et Muckle Head au dernier plan à gauche, août 1998.

Balta est située dans la mer du Nord et est séparée de l'île toute proche de Unst par le détroit de Balta. L'île est étroite et allongée dans le sens nord-sud et mesure 80 hectares de superficie. Le cap Nord de l'île fait face à la péninsule de Swinna Ness tandis que le Sud de l'île est proche de l'île de Huney.
Le littoral de Balta est majoritairement rocheux : la côte Ouest est relativement basse et possède une plage de sable abritée dans une crique alors que la côte Est est formée de falaises culminant à une quarantaine de mètres d'altitude, d'arches naturelles et de récifs. Le centre de l'île, formé de prairies inclinées en pente douce vers l'ouest, culmine à 44 mètres d'altitude au Muckle Head.

## Infrastructures

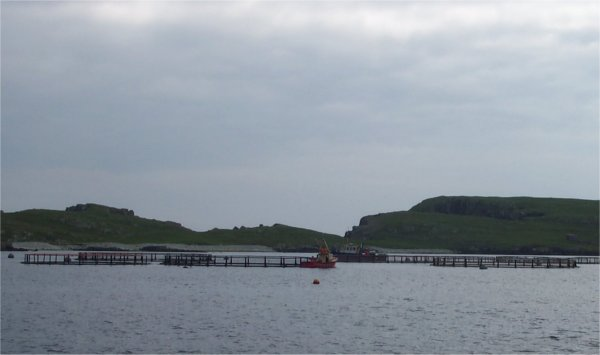
Ferme aquacole de Balta, juin 2003.

Les seules constructions de Balta sont les ruines d'un broch dans le Nord de l'île (qui laissent penser à une ancienne occupation humaine de l'île) et un phare à la pointe Sud. Ce phare alimenté à l'énergie solaire a remplacé en 2003 un ancien phare en maçonnerie conçu et construit par David Alan Stevenson.
Une ferme aquacole est implantée dans le détroit de Balta, abritée contre la côte Ouest de l'île.